# Mayur Vihar
Mayur Vihar è una zona residenziale di Delhi Est. Situata su un lato del fiume Yamuna, Mayur Vihar, come suggerisce il nome, è la dimora (vihar) dei pavoni (Mayur). Si tratta di un'elegante zona di Delhi, dotata di aree per lo shopping e di due centri commerciali. Molti altri sono in fase di progettazione.

Il villaggio dedicato ai XIX Giochi del Commonwealth si trova nelle vicinanze. L'area è in continuo sviluppo, in quanto gran parte di Mayur Vihar è servita dalla metropolitana. Un efficiente servizio di autobus collega l'area con il resto della città. 

Il quartiere si suddivide in tre settori, detti Phase.

## Mayur Vihar Phase I
Si trova fra Pandavnagar, Old Patparganj, Trilokpuri, Chilla Village, Chilla DDA Janata Flats e il fiume Yamuna. Phase I è composta da appartamenti di tipo DDA (distribuiti fra le Pocket - "tasche" - I-V) e da Housing Co-Operative Society Buildings (ad esempio Hindustan Apartments, CGHS Apartments, IFS Apartments). I primi abitanti di Mayur Vihar si sono stabiliti in Pocket III e Pocket I nei primi anni Ottanta. In seguito si sono sviluppate anche Pocket II, Pocket IV (in prossimità della metro) e Pocket V. Il villaggio più vicino è Chilla Gaaon, circondato da appartamenti di tipo cooperativo. 

Mayur Vihar Phase I ospita diversi luoghi di culto. Il tempio dedicato a Lord Ram è uno dei più antichi costruiti in Pocket I, dove ancora oggi hanno luogo cerimonie religiose (come Dussera, Janamashtami e Ramlila). Il famoso tempio Uttara Guruvayoorappan è stato costruito seguendo le esatte linee dell'omonimo tempio in Kerala. Questo luogo, visitato giornalmente da credenti di tutta Delhi, è un punto di riferimento per l'intera Phase I, cui dona un carattere unico. In aggiunta, esso offre assistenza medica gratuita ai bisognosi. 

Altri luoghi di culto sono un tempio Sikh (Gurdwara) e il Tempio Shirdi Sai (dedicato a Sai Baba). Il Gurdwara, sul lato est di Pocket III vicino al commissariato di polizia, è stato bruciato nel 1984 durante alcuni scontri anti-sikh. Esso è stato successivamente riparato ed è tuttora aperto. 

Alcune zone di Mayur Vihar Phase I sono state largamente commercializzate. La principale area commerciale è il cosiddetto mercato "Acharya Niketan". Una volta la settimana (solitamente il giorno in cui i negozi osservano la chiusura settimanale) viene organizzata una fiera serale, in cui i residenti della zona possono comprare frutta e verdura, ma anche utensili e abbigliamento a buon prezzo. Oltre a ciò, il vicino Star City Mall ospita diversi negozi di vestiario (come Reliance Retail) e ristoranti.

Mayur Vihar Phase I è un'area verde, dotata di diversi parchi e giardini. È infatti possibile notare individui fare esercizi e yoga, giocare a carte (soprattutto anziani) e a cricket (soprattutto ragazzi). La zona, grazie agli ampi spazi e aree verdi, è indicata per gli anziani, che infatti la preferiscono. Prima del 1985 il prezzo degli immobili era molto ridotto, ma oggi non è più così, in seguito allo sviluppo della metropolitana e di altri servizi.

## Mayur Vihar Phase II
Mayur Vihar Phase II si trova accanto a East Vinod Nagar, Sanjay Jheel Park e Kalyan Vas Janta Flats. È stata ideata nel 1984 e sviluppata in modo tale che tutte le abitazioni presentino almeno un lato su un parco o un giardino. 

Il parco Sanjay Jheel dona senso estetico all'area. Tutto il quartiere è suddiviso in Pockets che seguono l'ordine alfabetico dalla A alla F. Le Pocket A, C ed E ospitano dei mercati sviluppati dalla DDA. In più, Pocket B presenta un vero e proprio complesso commerciale. I residenti hanno infatti facile accesso a ospedali, cliniche, studi di diagnostica e farmacie. In Pocket B è presente anche la Bal Bhavan Public School.

Anche Phase II ospita diversi luoghi di culto. Il tempio di Neelam Mata è il punto di riferimento. Sono presenti anche un Masjid (moschea) e un Gurdwara. In tutte le pockets sono presenti delle associazioni per il benessere dei residenti (RWA) che si occupano dello sviluppo e del mantenimento della zona.

Nel corso del tempo, Phase II ha diversificato la propria popolazione, così da essere oggi considerata una zona cosmopolita. Essa ospita infatti cittadini di diverse religioni e provenienti da diverse parti dell'India.
Distanze: Noida 7 km, New Delhi Railway Station 12 km, Old Delhi Railway Station 12 km, Airport: 35 km.

## Mayur Vihar Phase III
Mayur Vihar Phase III è delimitata da un lato dal confine con NOIDA e dall'altro dai quartieri di Kondli and Kalyanpuri. Gli immobili sono divisi in tipo LIG (Low Income Group), MIG (Medium Income Group) e HIG (High Income Group). I LIG si trovano in Pocket A, 1 e 3. Gli HIG sono rappresentati dagli SFS Flats e si trovano nelle Pocket da A a D. I MIG si trovano nelle Pocket da 1 a 6. Nelle Pocket 2 e 4 si trovano anche degli appartamenti LIG da implementare. Accanto ai precedenti condomini, a M.V.P.III si trovano anche delle abitazioni private, numerate B1, B2, ecc.
Il Settore G ospita 480 appartamenti MIG di recente costruzione e si trova di fronte agli SFS Flats, Pocket D. I più vicini punti di riferimento sono la HDFC Bank, Smriti Vana e Indane Gas Agency. 

Mayur Vihar Phase III ospita dei veri e propri villaggi, chiamati Dallupura, Kondli e Gharol. Nelle vicinanze si trova il Maharaja Agrasain College D.U.
Una delle caratteristiche della zona è la presenza di ottimi istituti scolastici, come la St. Mary's Senior Secondary School.
La popolazione comprende molti indiani del sud, soprattutto del Kerala, ma ospita anche cittadini di altri Stati, come Punjab, Bengala e Bihar.